# فرانك كانون
فرانك كانون (بالإنجليزية: Frank Cannon)‏ هو لاعب كرة قدم بريطاني (وحمل سابقاً جنسية المملكة المتحدة لبريطانيا العظمى وأيرلندا) في مركز الهجوم، ولد في 8 نوفمبر 1888 في ور في المملكة المتحدة، وتوفي في 15 فبراير 1916 في بلجيكا. لعب مع بورت فايل وكوينز بارك رينجرز ونادي غيلينغهام ووست هام يونايتد وHitchin Town F.C. ‏.